# Râul Târșolț
Râul Târșolț este un râu afluent al râului Valea Rea. 